# Georges de La Fouchardière
Georges de La Fouchardière (Fevereiro de 1874 - 10 de Fevereiro de 1946) foi um escritor e jornalista francês. Escreveu para o Canard enchaîné (criador da "Chronique du Bouif"), no L'Œuvre, para além de ser autor de várias obras literárias, em especial La Chienne, conto adaptado ao cinema por Jean Renoir com o mesmo título e de Fritz Lang como Scarlet Street.
Georges de la Fouchardière formou-se em literatura depois de estudar no Collège Stanislas em Paris e formou-se na HEC Paris em 1901.